# Apple Boutique
Apple Boutique era un negozio al dettaglio situato al 94 di Baker Street a Londra, nonché una delle prime iniziative imprenditoriali sviluppate dai Beatles dopo la creazione di Apple Corps.
Aperto al pubblico il 7 dicembre 1967, con John Lennon e George Harrison presenti alla sua inaugurazione, il primo mezzo promozionale per Apple Boutique, a parte la pubblicità effettuata dal gruppo stesso sui media, era un murale dipinto su una delle facciate dell'edificio che ospitava il negozio, progettato dal trio artistico tedesco The Fool. All'interno del negozio sono stati disegnati dal gruppo anche alcuni capi di abbigliamento e accessori.
Quasi immediatamente, si svilupparono problemi attorno al murale: altre aziende si opposero al murale psichedelico, chiedendo che fosse cambiato o dipinto dello stesso colore, mentre nel negozio, il borseggio sarebbe diventato l'hobby principale. I presunti clienti iniziarono ad aiutarsi a vicenda per imporre una moda, rendendo difficile per il team la scelta dei capi da vendere. Presto, il negozio iniziò a perdere denaro a un ritmo allarmante.
Poco dopo, il murale è stato rimosso a causa di un ordine civile. All'interno, le perdite hanno causato la chiusura del negozio il 30 luglio 1968. I Beatles e i loro amici sarebbero arrivati al negozio il giorno prima per prendere ciò che volevano, mentre il giorno successivo è stato annunciato il dono di tutto lo stock. In poche ore il negozio è stato svuotato dal pubblico (contato in centinaia di persone).
Come gesto finale, Paul McCartney ha usato le vetrine del negozio chiuso per pubblicizzare il singolo "Hey Jude", dipingendo il titolo della canzone in bianco. In un primo momento, il gesto ha creato polemiche, essendo stato interpretato dalla comunità ebraica come un graffito antisemita ("Jude" è il termine tedesco per gli ebrei), anche se il motivo del graffito sarebbe stato presto spiegato.
Il manager del negozio, Peter Shotton, ha avuto altri ruoli all'interno di Apple Corps. La sorella di Pattie Boyd, Jenny Boyd, un'impiegata del negozio, ha poi sposato il batterista Mick Fleetwood.